# Рэтклифф, Кевин
Кевин Рэтклифф (англ. Kevin Ratcliffe; род. 12 ноября 1960, Mancot, Флинтшир) — валлийский футболист, защитник. Известен по игре за «Эвертон» и сборную Уэльса.

## Карьера
Воспитанник «Эвертона». Первый матч за клуб защитник сыграл 12 марта 1980 года против «Манчестер Юнайтед». В первом сезоне он сыграл всего 2 матча за клуб. В следующем сезоне защитник провёл уже 21 игру в футбольной лиге. В 1983 году валлиец стал капитаном команды, и помог клубу выиграть два чемпионата Англии и Кубок обладателей кубков. В 1992 году игрок перешёл в шотландский «Данди», за который он сыграл лишь четыре матча, и в середине сезона он перешёл в «Кардифф Сити», с которым он выиграл Кубок Уэльса и третий дивизион футбольной лиги. В 1995 году игрок завершил карьеру.

## Сборная Уэльса
В 1980 году защитник дебютировал за сборную Уэльса в отборочном матче к ЧМ 1982 против Чехословакии (1-0). Кевин был игроком основного состава сборной и регулярно играл в отборочных турнирах чемпионатов мира и Европы.

## Тренерская карьера
В 1995—1999 гг. Кевин тренировал английский футбольный клуб «Честер Сити», который под его руководством сохранил место в третьем дивизионе. В 1999—2003 гг. он тренировал «Шрусбери Таун». В 2002 году его команда заняла 9 место в третьем дивизионе. В следующем сезоне «Шрусбери Таун» обыграл «Эвертон» со счётом 2-1 в третьем раунде Кубка Англии 2002/2003, но в следующем раунде проиграл «Челси» со счётом 0-4. В третьем дивизионе клуб занял 24 место и вылетел из Футбольной лиги Англии.

## Достижения

### Командные
«Эвертон»
- Чемпион Англии (2): 1984/1985 , 1986/1987
- Обладатель Кубка Англии: 1983/1984
- Обладатель Суперкубка Англии (4): 1984, 1985, 1986, 1987
- Обладатель Кубка обладателей кубков: 1984/1985

«Кардифф Сити»
- Обладатель Кубка Уэльса: 1993

### Индивидуальные
- Гиганты Эвертона: 2003
- Участник величайшей команды всех времён ФК «Эвертон»: 2004